# Megalogomphus
Genre
Megalogomphus  est un genre de libellules de la famille des Gomphidae (sous-ordre des Anisoptères, ordre des Odonates).

## Systématique
Le genre Megalogomphus a été créé en 1923 par l'entomologiste britannique, spécialiste des odonates, Herbert Campion (d) (1869-1924).

## Liste d'espèces
Selon BioLib (31 octobre 2021) :
- Megalogomphus bicornutus (Fraser, 1922)
- Megalogomphus borneensis (Laidlaw, 1914)
- Megalogomphus buddi Dow & Price, 2020
- Megalogomphus ceylonicus (Laidlaw, 1922)
- Megalogomphus cochinchinensis (Selys, 1878)
- Megalogomphus flavicolor (Fraser, 1923)
- Megalogomphus hannyngtoni (Fraser, 1923)
- Megalogomphus junghuhni Lieftinck, 1934
- Megalogomphus smithii (Selys, 1854)
- Megalogomphus sommeri (Selys, 1854)
- Megalogomphus sumatranus (Krüger, 1899)
- Megalogomphus superbus Fraser, 1931